# Comuna Dibrivka, Mirhorod
Dibrivka (în ucraineană Дібрівка) este o comună în raionul Mirhorod, regiunea Poltava, Ucraina, formată din satele Dibrivka (reședința), Hlîboke, Kotleari, Pokazove, Șpakove, Stovbîne, Verhovîna și Vesele.

## Demografie
Componența lingvistică a comunei Dibrivka
     Ucraineană (95,31%)
     Rusă (4,25%)
     Alte limbi (0,18%)
Conform recensământului din 2001, majoritatea populației comunei Dibrivka era vorbitoare de ucraineană (95,31%), existând în minoritate și vorbitori de rusă (4,25%).